# Serhij Matwiejew
Serhij Leonidowycz Matwiejew (ukr. Сергій Леонідович Матвєєв, ur. 29 stycznia 1975 w Mironówce) – ukraiński kolarz torowy, wicemistrz olimpijski oraz trzykrotny medalista torowych mistrzostw świata.

## Kariera
Pierwszy sukces w karierze Serhij Matwiejew osiągnął w 1995 roku, kiedy podczas mistrzostw świata w Bogocie wspólnie z Ołeksandrem Symonenko, Bohdanem Bondariewem i Dimitrijem Tołstenkowem wywalczył drużynowo srebrny medal w kategorii elite. W tej konkurencji zajął także siódme miejsce na igrzyskach olimpijskich w Atlancie w 1996 roku, a na mistrzostwach świata w Perth razem z Symonenko, Ołeksandrem Fedenko i Ołeksandrem Kłymenko zdobył kolejny srebrny medal. Na rozgrywanych w 1998 roku mistrzostwach świata w Bordeaux Ukraińcy w składzie: Symonenko, Matwiejew, Fedenko i Rusłan Pithornij byli najlepsi. Na igrzyskach olimpijskich w Sydney w 2000 roku Matwiejewz pomocą Fedenki, Symonenki i Serhija Czerniawśkiego zdobył srebrny medal olimpijski. Na tych samych igrzyskach indywidualnie był siódmy, a rywalizację w szosowej jeździe na czas ukończył na osiemnastej pozycji. Od tej pory startował głównie w wyścigach szosowych. Na igrzyskach w Atenach w 2004 roku wraz z kolegami z reprezentacji był szósty w drużynowym wyścigu na dochodzenie. W 2009 roku zakończył karierę.